# Sphaerosyllis ridgensis
Sphaerosyllis ridgensis är en ringmaskart som beskrevs av Blake och Hillbig 1990. Sphaerosyllis ridgensis ingår i släktet Sphaerosyllis och familjen Syllidae. Inga underarter finns listade i Catalogue of Life.